# Копытова, Мария Егоровна
Мария Егоровна Копытова (род. 1926 год, село Лубянки, Рязанская губерния) — звеньевая колхоза «Луч Востока» Талгарского района Алма-Атинской области, Казахская ССР. Герой Социалистического Труда (1971). Заслуженный работник сельского хозяйства Казахской ССР (1971). Депутат Верховного Совета Казахской ССР.

## Биография
Родилась в 1926 году в селе Лубянки Ряжского уезда Рязанской губернии (ныне — Ухоловского района Рязанской области) в крестьянской семье. Русская.
В 1940 году с 14 лет начала трудовую деятельность. В Великой Отечественной войне работала разнорабочей в колхозе. С 1954 года — звеньевая овощеводческого звена колхоза «Луч Востока» Талгарского района Алма-Атинской области Казахской ССР (ныне — Алматинской области Казахстана).
Звено Марии Копытовой ежегодно перевыполняло план. За выдающиеся трудовые достижения была награждена в 1966 году Орденом Трудового Красного Знамени. В 1967 году избиралась депутатом Верховного Совета Казахской ССР. В 1969 году вступила в КПСС.
В 1969 году звено Марии Копытовой собрало 327 центнеров овощей вместо запланированных 272 центнеров.
Указом Президиума Верховного Совета СССР «О присвоении звания Героя социалистического Труда передовикам сельского хозяйства Казахской ССР» от 8 апреля 1971 года за выдающиеся успехи, достигнутые в развитии сельскохозяйственного производства и выполнении пятилетнего плана продажи государству продуктов земледелия и животноводства удостоена звания Героя Социалистического Труда с вручением ордена Ленина и золотой медали «Серп и Молот».
Заслуженный работник сельского хозяйства Казахской ССР (1969).
Работала в колхозе до выхода на пенсию.
Жила в городе Алма-Ата (ныне — Алматы, Казахстан).

## Награды
- Золотая медаль «Серп и Молот» (08.04.1971);
- орден Ленина (08.04.1971)
- орден Трудового Красного Знамени (30.04.1966)
- Медаль «В ознаменование 100-летия со дня рождения Владимира Ильича Ленина»
- Медаль «За доблестный труд в Великой Отечественной войне 1941—1945 гг.»
- Медаль «Ветеран труда»
- медалями Выставки достижений народного хозяйства
- и другими

- Отмечена Грамотами и дипломами.